# Dessonornis
Dessonornis är ett fågelsläkte i familjen flugsnappare inom ordningen tättingar. Släktet omfattar fyra arter som förekommer i Afrika söder om Sahara:
- Albertinesnårskvätta (D. archeri)
- Sotsnårskvätta (D. anomalus)
- Kapsnårskvätta (D. caffer)
- Vitstrupig snårskvätta (D. humeralis)

Arterna i släktet placerades tidigare i Cossypha, men lyfts ut till ett eget släkte efter genetiska studier.